# Росен Петров (футболист, р. 1973)
Росен Петров е български футболист, играе като защитник.
Роден е на 19 април 1973 г. в Кюстендил, състезател на Витоша (Долна Диканя) (2011).
Висок е 174 см и тежи 72 кг.

## Футболна кариера
Започва кариерата си във Велбъжд. В елита има 79 мача и 2 гола. След това играе за Миньор (Пк), Рилски спортист, Миньор (Бобов дол), ПФК Велбъжд Кюстендил и Витоша (Долна Диканя).
Трикратен бронзов медалист с Велбъжд през сезон 1999, 2000 и 2001 година. Финалист за купата на България през 2001 г. В евротурнирите е изиграл 4 мача за Велбъжд, в турнира Купа УЕФА Интертото.

## Статистика по сезони
- Велбъжд – 1991/92 - Б група, 7/3
- Велбъжд – 1992/93 - В група, 10/0
- Велбъжд – 1993/94 - В група, 12/0
- Велбъжд – 1994/95 - Б група, 17/1
- Велбъжд – 1995/96 - А група, 5/0
- Велбъжд – 1996/97 - А група, 13/0
- Велбъжд – 1997/98 - А група, 21/2
- Велбъжд – 1998/99 - А група, 26/0
- Велбъжд – 1999/00 - А група, 19/0
- Велбъжд – 2000/01 - А група, 5/0
- Велбъжд 1919 (Кюстендил) – 2001/02 - В група, 22/0
- Миньор (Пк) – 2002/03 - В група, 28/1
- Миньор (Пк) – 2003/04 - В група, 29/0
- Миньор (Бд) – 2004/05 - Б група, 13/0
- ПФК Велбъжд Кюстендил – 2005/06 - В група, 29/0
- ПФК Велбъжд Кюстендил – 2006/07 - Западна Б група, 27/0
- ПФК Велбъжд Кюстендил – 2007/08 - Западна Б група,24/0 [1]